# George Nicoll Barnes

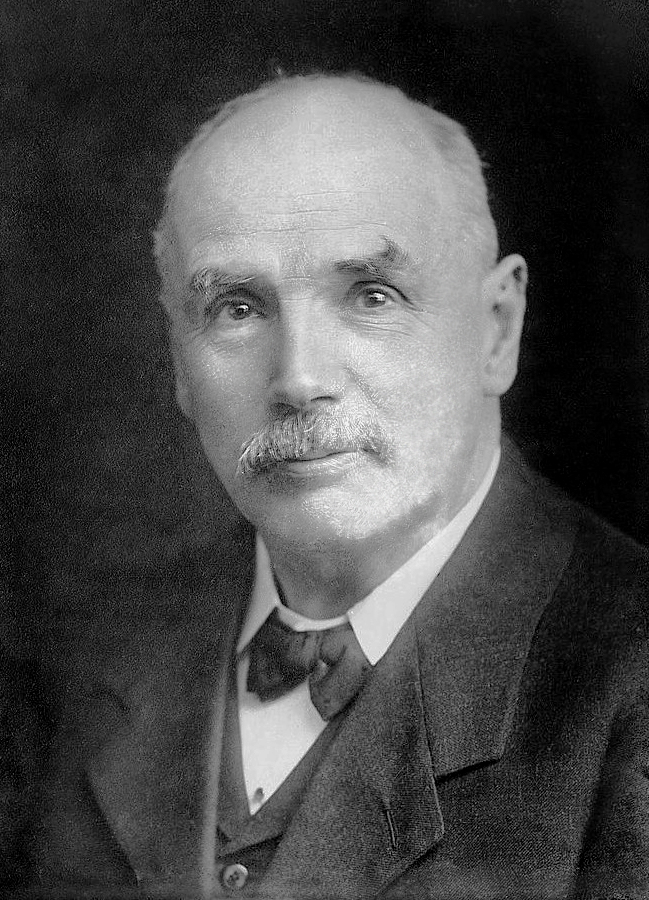
George Barnes (1916)

George Nicoll Barnes (* 2. Januar 1859 in Lochee, Dundee; † 21. April 1940 in London) war ein britischer Politiker (Labour Party). Er amtierte u. a. als Vorsitzender der Labour Party sowie als Minister im britischen Kabinett während des Ersten Weltkriegs.

## Leben und Tätigkeit

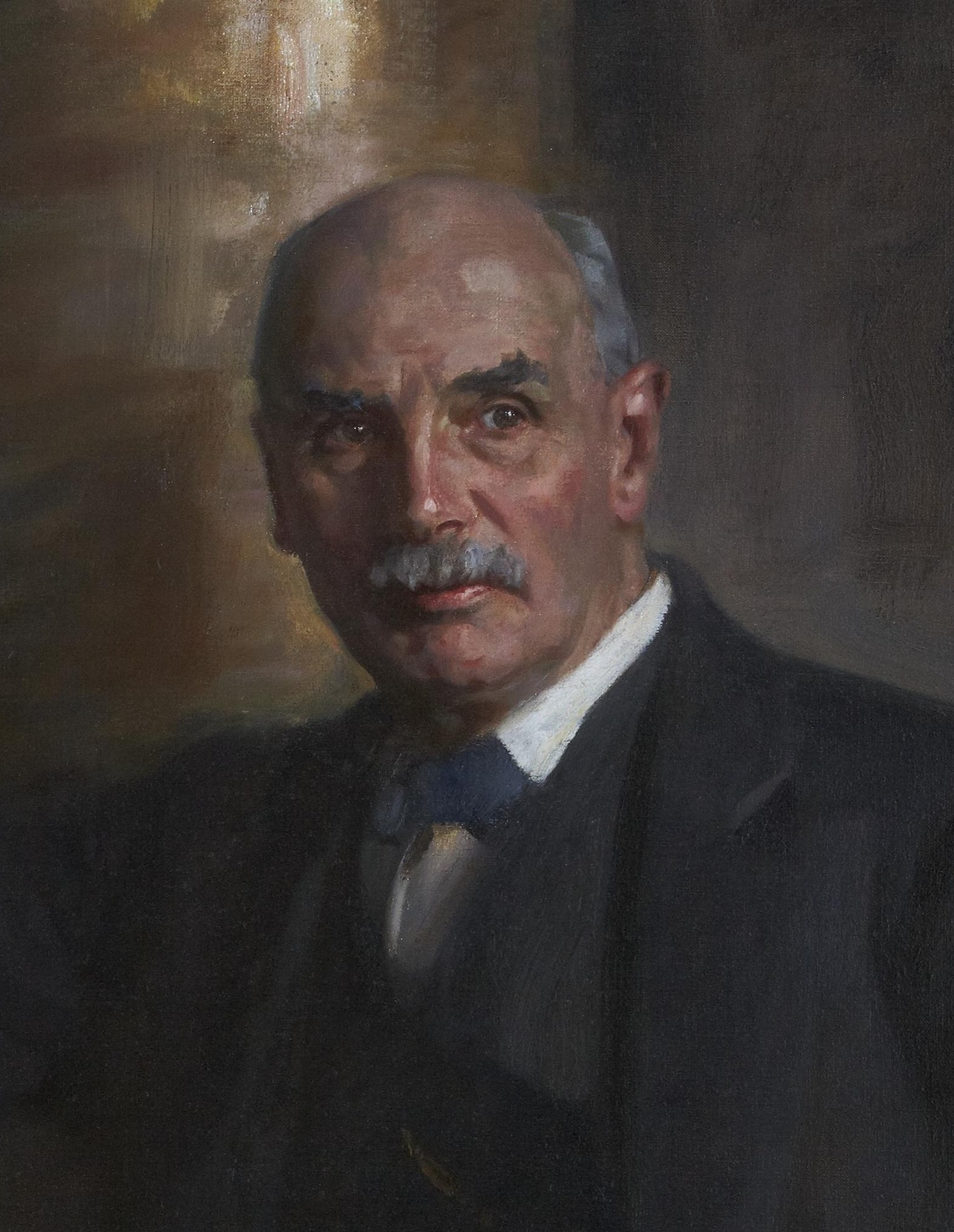
George Nicoll Barnes um 1920. Porträtstudie von James Guthrie für Statesmen of World War I.

George Nicoll Barnes war der zweite von fünf Söhnen des Ingenieurs und Grubenmanagers James Barnes und seiner Frau Catherine geb. Landlands. Mit elf Jahren begann Barnes in einer von seinem Vater geleiteten Jutefabrik in Podners End in Middlesex zu arbeiten. Zuvor hatte er einige Jahre lang eine Kirchenschule in Enfield Highway besucht. Später verbrachte er zwei Jahre als Ingenieurlehrling bei Pows James of Lambeth und dann bei der Parker's Gießerei in Dundee. Danach arbeitete er auf der Vickers Werft in Barrow-in-Furness. Ende der 1870er Jahre ging er nach London, wo er zunächst arbeitslos wurde. Danach schlug er sich in wechselnden Kurzzeitstellungen durch, bevor er eine dauerhafte Stellung bei der Firma Lucas and Airds in Fulham fand.
In den 1880er Jahren begann Barnes sich in der Gewerkschaftsbewegung zu betätigen: Er wurde Mitglied der Amalgamated Society of Engineers, in der er schließlich hauptberuflich als beigeordneter Sekretär (1892–1896) und Generalsekretär (1896–1908) amtierte. In letzterer Funktion organisierte und leitete er von Juli 1897 bis Januar 1898 einen landesweiten Streik der britischen Ingenieure. 1893 trat Barnes in die neugegründete Independent Labour Party ein.
Anlässlich der britischen Parlamentswahl des Jahres 1906 wurde Barnes als Kandidat der Labour Party gegen den konservativen Amtsinhaber und späteren Premierminister Andrew Bonar Law im Wahlkreis Glasgow Blackfriars and Hutchesontown erstmals als Abgeordneter ins House of Commons, das britische Parlament, gewählt. Er war damit einer der ersten beiden Angehörigen der Labour Party, die in Schottland ins Parlament gewählt wurden. Zuvor hatte er bereits 1895 erfolglos für die Independent Labour Party für das Parlament kandidiert. In den folgenden Jahren wurde er mehrfach wiedergewählt und gehörte dem Parlament für diesen Wahlkreis insgesamt zwölf Jahre lang, bis 1918, als sein Wahlkreis aufgelöst wurde, an. Aus diesem Grund trat Barnes bei der Wahl vom Dezember 1918 im neu eingerichteten Wahlkreis Glasgow Gorbals an, den er – nach erfolgreicher Wahl – bis 1922 im Parlament vertrat. Er gehörte dem House of Commons somit insgesamt 16 Jahre (von 1906 bis 1922) an.
Vom 14. Februar 1910 bis zum 6. Februar 1911 amtierte Barnes als Vorsitzender der Labour Party.
Im Jahr 1916 wurde Barnes als Pensionsminister (Minister of Pensions) in die Regierung von David Lloyd George geholt. 1917 gab er sein Amt an John Hodge ab, gehörte dem Britischen Kabinett aber noch bis 1920 als Minister ohne Geschäftsbereich an. Zunächst hatte er die Labour Party in der Regierung zu vertreten: Als er sich nach dem Austritt der Labour Party aus der Regierung Lloyd George im Jahr 1918 weigerte diesen Schritt mitzuvollziehen und stattdessen in der Regierung verblieb, wurde er aus der Labour Party ausgeschlossen. Er gründete daraufhin zusammen mit der British Workers League die National Democratic and Labour Party, die sich – im Gegensatz zur Labour Party – weiterhin hinter die Idee einer Allparteienregierung – wie sie seit 1915 in Großbritannien an der Regierung war – stellte. Als Kandidat dieser neuen Partei gelang es ihm bei der Wahl vom Dezember 1918, obwohl die Labour Party mit John Maclean einen Gegenkandidaten zu ihm aufstellte, wieder ins Unterhaus gewählt zu werden, da die Liberal Party und die Conservative Party in diesem Wahlkreis keinen eigenen Kandidaten aufstellten, sondern ihren Angehörigen empfahlen, Barnes als einen die regierende Koalition unterstützenden Labour-Kandidaten (Coalition Labour) zu wählen.
Bei der Parlamentswahl im Jahr 1922 entschied Barnes sich, nicht wieder als Kandidat für das Parlament anzutreten, nachdem die Labour Party bekannt gegeben hatte, auch in dieser Wahl mit George Buchanan einen Gegenkandidaten gegen ihn ins Rennen zu schicken und es aufgrund der starken Pro-Labour-Stimmung, die zu diesem Zeitpunkt in Glasgow herrschte, kaum zweifelhaft war, dass derjenige Kandidat automatisch den Sieg in diesem Wahlkreis davontragen würde, der als Vertreter der alten Labour Party antreten würde.
Als Pensionär verfasste Barnes mehrere Bücher und setzte sich weiterhin für Arbeiterbelange ein.
Von den Polizeiorganen des NS-Staates wurde Barnes Ende der 1930er Jahre, obwohl er sich seit 1922 aus der aktiven Politik zurückgezogen hatte, als wichtige Zielperson eingestuft: Im Frühjahr 1940 setzte das Reichssicherheitshauptamt in Berlin ihn auf die Sonderfahndungsliste G.B., ein Verzeichnis von Personen, die im Falle einer erfolgreichen deutschen Invasion Großbritanniens durch die Sonderkommandos der SS-Einsatzgruppen mit besonderer Priorität ausfindig gemacht und verhaftet werden sollten.
Barnes starb als Ruheständler in seinem Londoner Haus und wurde auf dem Fulham Cemetery beigesetzt.

## Familie
1882 heiratete Barnes Jessie Langlands, mit der er zwei Söhne und eine Tochter hatte. Sein jüngerer Sohn starb während des Ersten Weltkrieges als Angehöriger der Seaforth Highlanders bei Kampfhandlungen.

## Schriften
- From Workshop to Cabinet, 1923. (Autobiographie)
- History of the International Labour Office, 1926.